# Finalen i DDBFs pokalturnering for herrer 2016-17
Finalen i DBBFs pokalturnering for herrer 2016-17 var den 43. danske pokalfinale i basketball for herrer og blev spillet 28. januar 2017 i Forum Horsens. I finalen skulle Horsens IC møde Team Fog Næstved på hjemmebane. Team Fog Næstved havde forud for kampen to gange tidligere deltaget i pokalfinalen, men havde aldrig vundet. Horsens IC havde senest vundet pokalen i 2015, men tabte i finalen i 2016 til Bakken Bears.
Horsens IC var forud for kampen favorit blandt bookmakerne og spillede også en rigtig god kamp. Team Fog Næstved endte dog med at vinde pokalen med en scoring på straffekast fra Philip Nolan i de sidste sekunder af kampen. Slutresultatet blev dermed 80:81 til Team Fog Næstved, der dermed vandt sin første titel i en større sportsgren til byen. Det var også første gang siden 2006, at et sjællandsk hold vandt pokaltitlen.

## Forhistorie
Horsens IC var det første hold vest for Storebælt, der lykkedes med at vinde pokalfinalen, i 1993. Siden havde de været i ni pokalfinaler og vundet tre gange. I årene inden denne pokalfinale havde Horsens IC markeret sig som et hold i toppen af den danske basketliga. Således vandt de senest pokalfinalen i 2015 og vindere af Basketligaen for sæsonerne 2014/15 og 2015/16. Horsens havde også i 2016-17-sæsonen haft gode resultater. Frem til januar 2017 var de ubesejrede i alle kampe, både i kampene i ligaen og i de indledende kampe i pokalturneringen.
Team Fog Næstved havde de sidste par år leveret nogle gode resultater, men havde forud for pokalfinalen endnu ikke vundet nogen titler. De seneste to sæsoner vandt sjællænderne bronzemedaljer i Basketligaen. Næstved var kommet lidt dårligere fra start i 2016-17-sæsonen end Horsens. Frem til december havde de tabt syv ud af ni ligakampe, og holdet var ikke sammentømret som trup. Det lykkedes dog holdet at klare sig igennem de indledende kampe i pokalturneringen og endda med ganske overbevisende resultater. Undervejs fik de byttet ud i truppen, og det kunne ses på resultaterne. Op til pokalfinalen havde holdet således præsteret at få momentum og havde vundet ni ud af de ti seneste kampe. Den eneste af de sidste ti kampe, de havde tabt, var mod netop Horsens, som havde vundet samtlige kampe, hvor de to hold havde mødt hinanden i sæsonen.

## Vejen til finalen
Begge hold deltog i turneringen fra ottendedelsfinalerne.
Horsens IC's kampe
- Ottendedelsfinale: Horsens IC - BMI Bloodhounds 91-76
- Kvartfinale: Horsens IC - Svendborg Rabbits 83-77
- Semifinale: Horsens IC - Bakken Bears 90-89

Team Fog Næstveds kampe
- Ottendedelsfinale: EBAA - Team Fog Næstved 75-98
- Kvartfinale: Randers Cimbria - Team Fog Næstved 77-100
- Semifinale: Team Fog Næstved - Hørsholm 79ers 71-45

Horsens IC havde givetvis den hårdeste vej til pokalfinalen. De mødte i kvartfinalen således Svendborg Rabbits, som lå på en tredjeplads i ligaen på daværende tidspunkt, og i semifinalen rivalerne fra Bakken Bears, der året forinden havde vundet pokalfinalen mod netop Horsens, og som på daværende tidspunkt lå på andenpladsen i ligaen.
Team Fog Næstveds vej var lidt nemmere, idet de efter sejr over førstedivsionsholdet EBAA i kvartfinalen mødte Randers Cimbria, der ganske vist to år forinden havde tabt pokalfinalen til Horsens, men i denne sæson lå ret lavt placeret i ligaen. Semifinalen blev spillet mod Hørsholm 79ers og blev vundet komfortabelt.
Næstved og Horsens havde forud for pokalfinalen mødt hinanden tre gange, hvor Horsens havde vundet alle tre med henholdsvis cifrene 97:79, 89:95 og 76:92..

## Finalen
Finalen blev spillet på Horsens IC's hjemmebane i Forum Horsens. Spillestedet var udvalgt, før man kendte finalisterne, men det gav alligevel Horsens IC en fordel i forhold til fremmøde af fans. Team Fog Næstveds svar på dette var at fylde fire busser med fans, som de kørte til Forum Horsens for at heppe på holdet. Kampen havde nød stor opmærksomhed og havde et tilskuertal på 2.489, altså et godt stykke over tilskuergennemsnittet i Basketligaen på 590.
Kampen fandt sted den 26. januar 2017 med kampstart klokken 17:00. Forud for kampen blev Horsens IC af flere dømt som favoritter til at tage pokalen, men Team Fog Næstved blev aldrig helt regnet for ude. Således havde nogle kommentatorer vurderet chancerne for sejr i 70 % - 30 % favør til Horsens, mens andre som TV 2's Jens Laulund spåede Horsens sejren, men med mere beskedne 55-45 procents chance.
Forud for herrernes pokalfinale blev kvindernes pokalfinale spillet mellem Lemvig Basket og Virum Go Dream. I denne finale vandt Lemvig Basket ganske overraskende sin første titel over storfavoritterne fra Virum Go Dream.
Dommerne i herrekampen var Rune Ressel Larsen, Jakob Cleemann Hors og Anja Bach Press. De tre dommere var blandt de mest rutinerede i den danske basketliga.
Nationalsangen før kampstarten blev leveret af den lokale sangerinde Mille Gartner, der blev hjulpet på vej af publikum i salen. Kampbolden blev som et sponsorgimmick leveret af et UPS-bud kort inden kampstart.
I halvlegen i finalen blev danmarksmesterskabet i dunk afgjort, og tjente derved som pauseunderholdning for tilskuerne. I finalen endte Quddus Tosin Bello fra Randers Cimbria med at vinde og blev dermed danmarksmester i dunk for sæsonen 2016/17.

### Startopstilling
Startopstillingen for de to hold viste klart, at de var kommet for at vinde. Hos Horsens fandt man blandt andre profilerne Myles Mack og Lawrence Alexander blandt de startende fem, mens Næstved stillede med blandt andre Moritz Lanegger, Earnest Ross og Cheikh Sane fra start. Startopstillingen for de to hold så ud som følger:
Horsens IC
| Nationalitet | Navn                  | Position | Højde | Født |      |
| USA          | Myles Mack            | Guard    | 175   |      | 1993 |
| Danmark      | Gabriel Iffe Lundberg | Forward  | 195   |      | 1983 |
| USA          | Lawrence Alexander    | Guard    | 190   |      | 1991 |
| Australien   | Daniel Trist          | Forward  | 206   |      | 1992 |
| USA          | Will Artino           | Center   | 211   |      | 1992 |
|              |                       |          |       |      |      |

Team Fog Næstved
| Nationalitet | Navn                       | Position | Højde | Født |      |
| Østrig       | Moritz Lanegger            | Guard    | 190   |      | 1990 |
| USA          | Earnest Ross               | Forward  | 196   |      | 1991 |
| Belize       | Devin Daley                | Forward  | 195   |      | 1994 |
| Nigeria      | Patrick Onwenu             | Forward  | 198   |      | 1993 |
| Senegal      | Cheikh Amadou Tidiane Sane | Center   | 207   |      | 1992 |
|              |                            |          |       |      |      |

### Første periode
Ved opkastningen af bolden var Cheikh Sane hurtigst og fik bolden på Næstveds hænder, og Sane sørgede for kampens første to point med et dunk. Næstved kom i det hele taget bedst fra start med scoringer fra blandt andre Sane, Earnest Ross og Devin Daley.
I midten af perioden bølgede kampen en del frem og tilbage, men med et solidt overtag til Næstved på omkring 7 point. Efter et Horsens-angreb gik Sane i gulvet og blev dømt for fejl. Han blødte fra hovedet og måtte skiftes ud med Philip Nolan. Daniel Trist scorede på et af sine straffekast og fik Horsens IC på 9:15 med tre minutter tilbage af første periode.
I første periode var dommerne generelt ret opmærksomme på, hvor meget spillerne skubbede til hinanden. I den første periode alene dømte dommerne ni fejl, som resulterede i straffekast.
Lawrence Alexander afsluttede første periode med en trepointsscoring fra egen banehalvdel efter at have genvundet bolden efter et Næstved-angreb. Alexander bragte dermed stillingen på 18:21 ved opholdet. Earnest Ross var den mest scorende spiller i første periode med 10 point.
I første periode blev en Næstved-fan ført ud af Forum Horsens efter at have bevæget sig over til Horsens IC's bænk for at tage fat i træner Arnel Dedic. Forehavendet lykkedes ikke.

### Anden periode
Horsens begyndte anden periode med bolden, men bortset fra et dunk af Næstveds Mathias Bak var de første tre minutter af anden periode relativt begivenhedsløse med få scoringer. Med en af kampens fineste detaljer driblede Myles Mack sig igennem Næstveds forsvar og lavede to point til Horsens IC, hvilket markerede et skift i kampen, hvor Horsens overtog initiativet, og holdet nåede for første gang siden kampens tidligste periode op til Næstved ved stillingen 23:23.
I midten af perioden nåede Næstved igen et firepointsforspring, og holdet havde i omkring fem minutters spilletid en gennemsnitlig føring på omkring fem point.
Til slut i perioden bragte Miles Mack for første gang Horsens foran til 38:37, der blev stillingen ved pausen. Horsens vandt dermed anden periode med 20:16.
Statistik for første halvleg
| Parameter                   | Horsens IC | Team Fog Næstved |
| --------------------------- | ---------- | ---------------- |
| Point                       | 38         | 37               |
| Scoringsprocent generelt    | 48%        | 48%              |
| Scoringsprocent 3P skud     | 30%        | 44%              |
| Scoringsprocent straffekast | 66%        | 60%              |
| Offensive rebounds          | 4          | 6                |
| Defensive rebounds          | 11         | 11               |
| Total rebounds              | 15         | 17               |

### Tredje periode
De første angreb i tredje periode gav ingen scoringer, men efterhånden kom holdene i gang. Horsens IC dominerede perioden og var i første halvdel konstant foran. I det sjette minut kom Næstved imidlertid tilbage i føring, der holdt til det ottende minut, hvor Horsens udlignede med et dunk fra Marin Mornar. Stillingen holdt til et minut før tid, hvor Næstved trak fra med en trepointsscoring fra Mitchell. Horsens IC var dog hurtige og fik med nogle hurtige scoringer vendt stillingen, så pauseresultatet var 58:54. Horsens vandt dermed tredje periode med cifrene 20:17.
Efter Iffe Lundbergs scoring sidst i perioden kastede nogle vrede Næstved-fans øl efter Horsens' bænk. Fansene blev dog sat på plads af sportschef for Team Fog Næstved, Bjarne Kristiansen.

### Fjerde periode
Horsens indledte fjerde periode med bolden og holdt en relativt stabil føring på omkring fem point til slutningen af det tredje minut, hvor Sane lavede flere fejl, som førte til straffekastscoringer for Horsens IC. Med fire fejl blev Sane i det fjerde minut taget ud på bænken for at undgå en udvisning, men hans fravær blev snart problematisk for Næstveds defensiv.
Med to straffekastscoringer fra Lawrence Alexander bragte Horsens sig midt i fjerde periode foran med 66:59. Indtil dette tidspunkt havde fjerde periode været relativ pointfattig. Herefter fik holdene, især Horsens, bedre fat, og der blev nu scoret ret flittigt. Blandt andet skød Gabriel Iffe Lundberg en lang trepointsscoring, og Will Artino og Myles Mack dunkede begge, hvilket gav Horsens en 10 points-føring på under et minut, og med 3 minutter og 14 sekunder tilbage af kampen.
Herefter satte Næstveds træner Milan Skobalj igen Cheikh Sane på banen, hvilket resulterede i to point på straffekast umiddelbart efter, men allerede 30 sekunder efter begik Sane sin femte fejl og blev dermed udvist. Der blev derpå scoret en del af begge hold, og Team Fog kom ikke rigtig tæt på Horsens, som i stedet udbyggede føringen til 11 point.
Med et minut og 10 sekunder tilbage var stillingen 76:67, men Moritz Lanegger driblede op ad banen og scorede en tre point, inden Horsens IC tog en timeout. Med 35,3 sekunder tilbage på uret var stillingen 78:72 til Horsens, men Lanegger skød endnu engang tre point og reducerede dermed yderligere. I det følgende angreb blev der lavet fejl fra Næstved, hvilket gav Myles Mack to straffekast, hvoraf han scorede på det ene. Med 20 sekunder igen scorede Deon Mitchell fra Team Fog to point og fik samtidig et straffekast, som han udnyttede. Stillingen var nu 79:78 til Horsens med 19 sekunder tilbage. Horsens havde bolden, men Næstved lavede en tidlig fejl på Iffe Lundberg, så Horsens ikke kunne trække tiden. Iffe Lundberg scorede på det ene af sine to straffekast, og herefter scorede Lanegger to point i Næstveds næste angreb og udlignede dermed stillingen til 80:80.
Der var fem sekunder tilbage på uret, og Horsens IC havde bolden, men Deon Mitchell stjal den og spillede den til Philip Nolan, der forsøgte et skud, men der blev begået en fejl, og han fik dermed to straffekast. Nolan brændte det første straffekast, men scorede på det andet og sikrede dermed sejren i pokalfinalen til Team Fog Næstved.

## Efter finalen
Myles Mack fra Horsens IC blev efter kampen kåret som den vigtigste spiller i kampen og blev dermed ”Årets pokalfighter”. Mack var også kampens topscorer med 22 point. Topscorer fra Team Fog Næstved blev Earnest Ross, der lavede 21 point.
Efter sejren udbrød Team Fog Næstveds træner, Milan Skobalj, til sportsdirektør i Team Fog Næstved, Andreas Larsen, "One is enough2. Dette blev efter kampen et mantra for klubben i forbindelse med sejren, og Team Fog satte gang i produktion af t-shirts med citatet som minde om den første pokal i en større sportsgren til en klub fra Næstved.